# Стратегеми
Стратегеми (лат. «Strategemata») — робота римського військового та політичного діяча Секста Юлія Фронтіна, яка являє собою збірник коротких викладів про успішні рішення й дії римських та грецьких полководців у ході воєнних кампаній. Метою створення автор вважав створити книгу для воєначальників, яка б їм давала приклади ведення дій і послужила для розвитку навичок у військовому мистецтві. Дата написання припадає на кінець 1 ст н.е. за Доміціана.

## Структура й композиція
У передмові автор називає мету написання та наголошує, що хоч і вже створено багато книг, де згадувались деякі стратегеми, проте їхній пошук у об'ємних історичних працях зайняв би надто багато часу. Це особливо не зручно для полководця, якому потрібна практична інформація. Тому автор створив окремий звід так званих воєнних хитрощів, де все написано лаконічно і розділено так, щоб було можна швидко знайти все потрібне. Далі автор висловлює думку щодо можливої неповноти роботи, тож кожен за бажанням міг її доповнити іншими прикладами. Наприкінці робиться примітка для читачів щодо різниці між стратегією та стратегемою.
Робота складається з чотирьох книг. Перед початком кожної з них написано порядок і назви розділів, які туди входять. Кожна стратегема композиційно починається з імені воєначальника або народу, чиє військо здійснило хитрощі.
Перша книга стосується дій до початку битви для створення умов війни. Наводяться зразки розвідок планів ворога, способів відновити нестачу спорядження, дезінформації ворога тощо.
У другій книзі вже йдеться про дії безпосередньо під час (I—VIII розділи) і після битви (IX—XIII).
Третя книга стосується проведення облоги (I—XI) і захисту обложених (XII—XVIII).
Четверта книга охоплює різноманітні стратегеми, які стосуються сакральних, з римського погляду, а отже, життєво необхідних рис полководця, які мають проектуватись на військо і його успіхи (дисципліна, справедливість, стійкість та ін.)
Досі є відкритим питання, хто насправді написав книгу IV «Стратегем»: чи сам Фронтін, чи хтось інший вирішив доповнити його основну роботу, адже у самій передмові він зазначав про те, що увесь текст розподілив у трьох книгах.
Першу позицію аргументують словами з IV. 3,14 про похід Доміціана проти Юлія Цивіліса під час батавського повстання. Особливістю розділу є уривок, написаний від першої особи: «… і мені передали 70 тисяч військових» .Учені допускають, що Фронтін цілком міг брати участь у поході і згодом включити це як приклад у свою працю. Проте це історично не доведено і не можна утверджувати як факт. Крім того, аргумент все одно не пояснює, чому передмова лишилась не відредагована.
Сторонники другої позиції відзначають велику відмінність у стилі написання книги IV і те, що Фронтін сам дозволив будь-кому доповнити його роботу, тому цілком реальним є те, що її вже дописав хтось із сучасників або більш пізнього часу.
Ці аргументи не є вагомими, бо відсутність достатньої кількості інформації не дає повноцінно дослідити це питання.

## Ресурси
Будучи активним військовим діячем, Фронтін записав чимало успішних стратегем його сучасників. Наприклад, він писав про дії полководця Корбулона під час римсько-парфянської війни, а також про Доміціана у поході проти германського племені хаттів. Тим не менш, більшість прикладів наведено з більш ранніх періодів історії, наприклад: завоювань Александра Македонського, подій греко-перських, Пелопонеської, пунічних, Союзницької війн та ін. Про них автор брав інформацію з робіт Геродота, Фукідіда, Полібія, Діодора Сицилійського, Юлія Цезаря, Валерія Максима та найбільше Тіта Лівія.

## Стан збереженості
Текст усіх чотирьох книг дійшов до нас повністю, адже їх впродовж віків активно переписували та цитували. Вегецій Ренат використовував роботи Фронтіна ( у т.ч. "Стратегеми") для написання книги "Про військову справу" і зазначав про їхню актуальність та значимість . Аналогічно, для Павла Диякона  "Стратегеми" були як одне із джерел інформації для своєї роботи "Historia Romana". Вільям Мальмесберійський включав уривки "Стратегем" у своїх рукописах. Відома значна к-сть переписів IX-X та XIV-XV століть. Вперше роботу було надруковано в 1487 році в Римі. Філіппо Бероальдо зробив покращене видання у 1495 році . Упродовж наступних століть книгу постійно перевидавали, а в XIX ст. почалися її активні наукові дослідження й переклади на інші мови.  Великим інтересом "Стратегеми" представяли для німецьких учених XIX-XX століть, таких як Готхольд Гундерман, Герхард Бендз, Курт Вахсмут. Саме вони грунтовно досліджували текстологічний аналіз, в тому числі проблему авторства 4 книги.